# Calslagen (plaats)
Calslagen (eigenlijk: Kalslagen) is een buurtschap in de gemeente Aalsmeer, in de Nederlandse provincie Noord-Holland. Het ligt aan de Westeinderplassen, een kilometer ten westen van Kudelstaart. Calslagen wordt nu beschouwd als deel van de woonplaats Kudelstaart dat onderdeel uitmaakt van de gemeente Alsmeer.

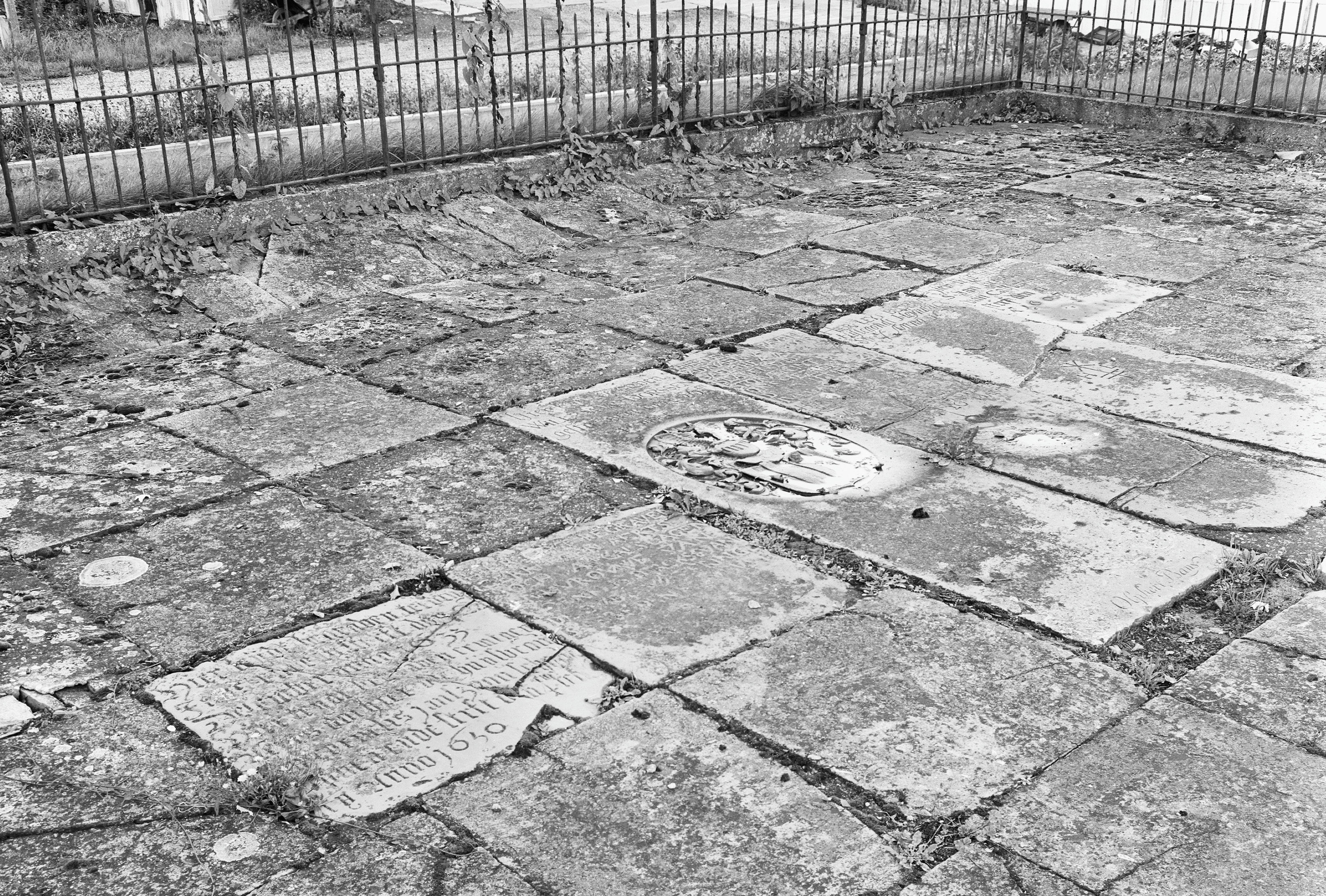
Kerkhof

Oorspronkelijk had de dorpskern Calslagen, tussen de huidige Herenweg en de Westeinderplas, een middeleeuws kerkje, maar dit is in 1803 afgebrand en in 1827 afgebroken. De restanten ervan zijn tegenwoordig nog te zien in de vorm van een begraafplaats bestaande uit grafzerken die nog liggen op de plek waar de vloer van kerk was.
Bekende twintigste-eeuwse inwoners van Calslagen (toen nog Kalslagen) waren cabaretier Wim Kan en zijn vrouw Corry Vonk.
Tot Calslagen behoorde van oudsher ook het gebied rondom de Tolhuissluis, dat echter door de onomkeerbare vervening van de Legmeer door een grote watervlakte van de oude dorpskern werd gescheiden, tot de droogmaking van de Legmeer eind 19e eeuw.

## Gemeente
Van 1 mei 1817 tot 31 mei 1854 was Kalslagen een zelfstandige gemeente. In 1840 telde de gemeente 28 huizen en 200 inwoners, waarvan 33 in Kalslagen zelf, 59 in de nabijgelegen buurtschap Bilderdam en 108 langs de Amstel.
In 1854 werd Calslagen volledig bij de gemeente Leimuiden gevoegd. Vanaf 1 januari 1865 werd het daar weer van gescheiden en werd het grondgebied – circa 664 hectare – opnieuw verdeeld over de gemeenten Leimuiden, Aalsmeer en Uithoorn. De dorpskern aan de Westeinderplas ging naar Aalsmeer, Leimuiden (thans gemeente Kaag en Braassem) kreeg de gebieden ten zuiden van de Drecht. Het land tussen de Legmeer en de Drecht ging naar Uithoorn.